# Collado de la Vera
Collado de la Vera ist ein westspanisches Dorf und eine Gemeinde (municipio) mit 276 Einwohnern (Stand: ) im Nordosten der Provinz Cáceres (Extremadura). Neben dem Hauptort Collado besteht die Gemeinde aus der Ortschaft Vega de Mesillas.

## Lage und Klima
Collado de la Vera liegt etwa 110 Kilometer nordwestlich von Cáceres in einem von Bergbächen durchzogenen Gebiet im Zentrum der Comarca La Vera in einer Höhe von 525 m.
Das Klima ist gemäßigt warm. Niederschlag fällt vor allem von Oktober bis Mai (957 mm/Jahr).

## Bevölkerungsentwicklung
| Jahr      | 1970 | 1981 | 1991 | 2001 | 2011 | 2021 |
| Einwohner | 1574 | 659  | 365  | 175  | 163  | 225  |

Aufgrund der Mechanisierung der Landwirtschaft und der damit zusammenhängenden Aufgabe bäuerlicher Kleinbetriebe („Höfesterben“) in der zweiten Hälfte des 20. Jahrhunderts ist die Einwohnerzahl der Gemeinde deutlich gesunken.

## Sehenswürdigkeiten

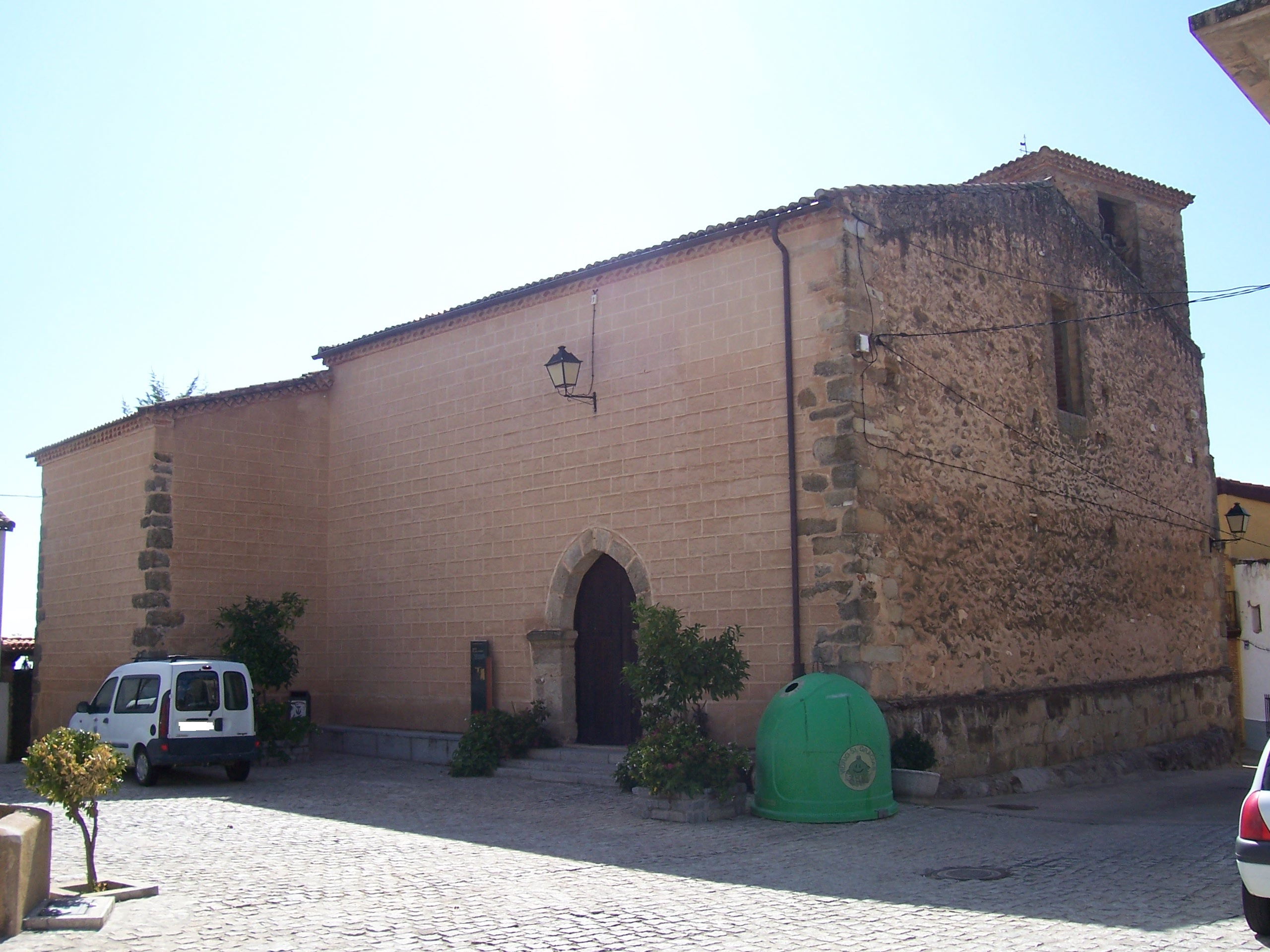
Christopheruskirche
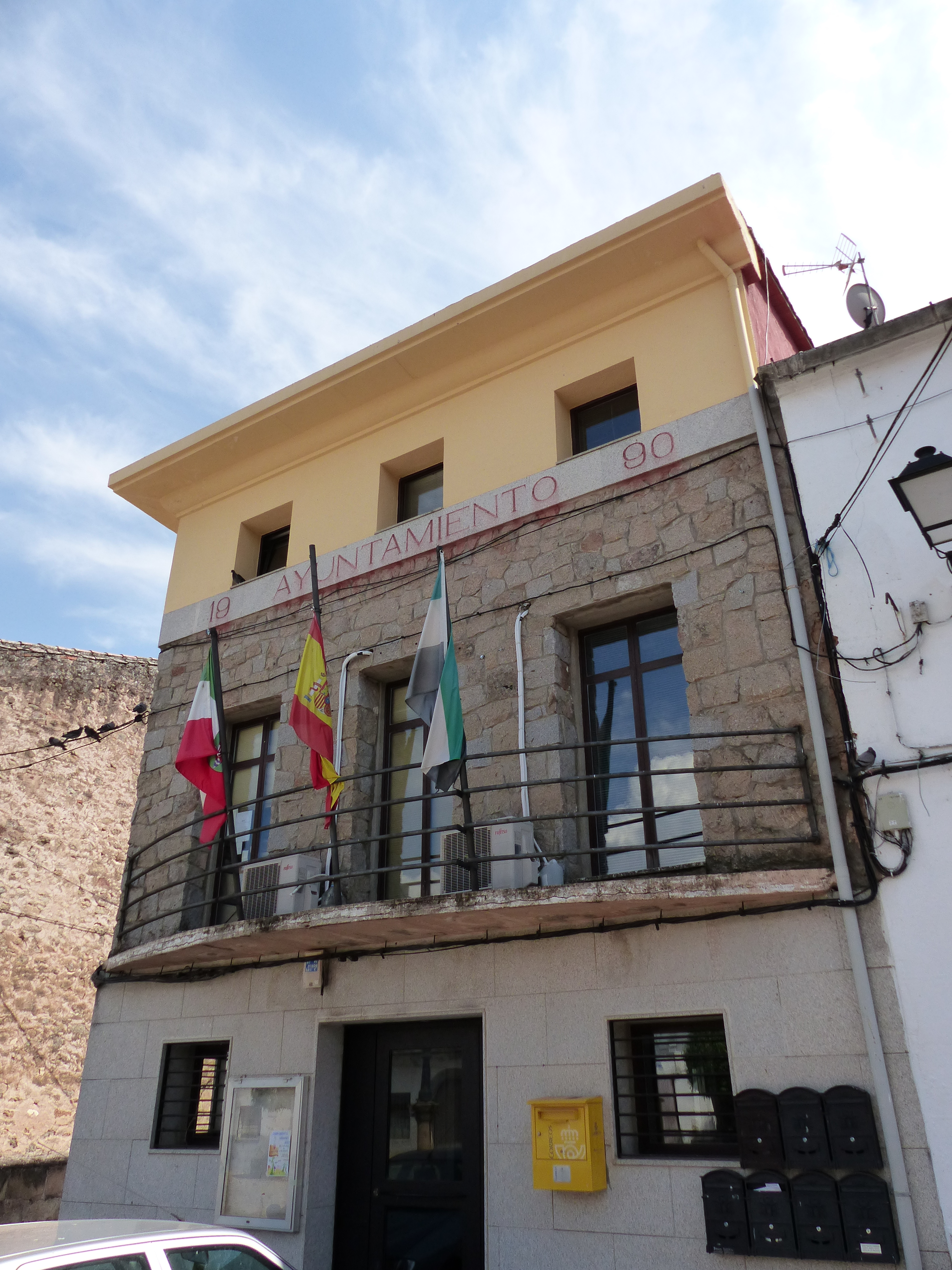
Rathaus

- Christopheruskirche
- Rathaus